# Wagenhausen (Turgòvia)
Wagenhausen és un municipi del cantó de Turgòvia (Suïssa), situat al districte de Steckborn.